# Facet

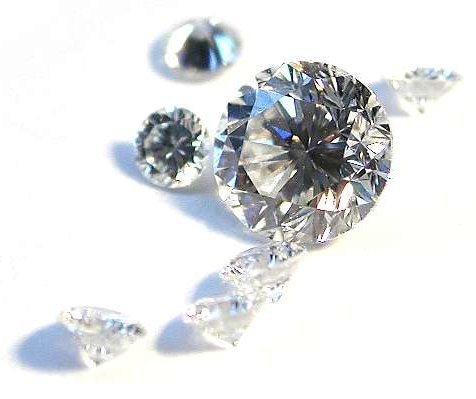
In facetten tot briljant geslepen diamanten

Een facet is een platgeslepen oppervlak van een metaal, glas of gesteente. Doorgaans wordt het woord geassocieerd met de platgeslepen vlakken van een edelsteen. Een edelsteen wordt zo geslepen, dat er een optimale breking en weerkaatsing van het licht optreedt. Omdat deze optische lichteffecten afhankelijk zijn van de brekingsindex van het betreffende materiaal, hebben verschillende soorten edelstenen eigen optimale slijphoeken. 
Diamant wordt in facetten geslepen door verstellers en slijpers.
Vlakglas waarvan de randen in het zicht zijn, wordt vaak facet geslepen, zodat  er een vlak onder een hoek (ruwweg tussen 3 en 45°) tussen voor- en zijkant ontstaat. Dit geldt evenzeer voor spiegels zonder lijst. Facet geslepen glas wordt toegepast als ruit in meubels en deuren, in fotolijsten, in meubels vervaardigd uit glas en dergelijke. 
In tegenstelling tot het bovengenoemde voorbeeld van een facet, bestaan er ook situaties waarbij facetten ongewenst zijn. Tijdens het gladschuren van een metalen preparaat ten behoeve van materiaalkundig onderzoek kunnen er facetten in het preparaat ontstaan. De kans op facetten wordt groter naarmate het metaal zachter is. Het ontstaan van facetten dient voorkomen te worden, omdat er altijd een egaal vlak oppervlakte voor het uiteindelijke onderzoek gewenst is. 
Het woord facet wordt vaak als beeldspraak gebruikt. De zin "de zaak heeft vele facetten" kan worden gelezen als "aan de zaak zitten vele kanten".